# Ilha do Bugio
A ilha do Bugio é a ilha mais a sul das Ilhas Desertas, parte integrante da Região Autónoma da Madeira, Portugal. Nesta ilha, tal como nas outras duas que compõem as Desertas, existe uma proporção de animais e plantas únicos, razão pela qual se encontra na primeira linha das prioridades do Governo regional a preservação deste valioso Património Natural.
A sua altitude máxima é de 411 m.

## Fauna e flora
É reconhecido a nível europeu como Sítio de Interesse Comunitário e Zona de Protecção Especial, integradas na Rede Natura 2000, dado haver nesta e nas outras ilhas das Desertas uma alta proporção de fauna e flora únicas no mundo, existindo, assim, na ilha vários tipos de importantes habitats terrestres e marinhos da Macaronésia.

### Freira-do-bugio
Nesta ilha ocorre a nidificação da freira-do-bugio (Pterodroma feaeuma), uma ave endémica desta ilha. Esta espécie está classificada a nível europeu como vulnerável, como tal, para a conservação desta ave endémica, foi criado o "Projecto: SOS - Freira-do-bugio"
Coordenado pelo Parque Natural da Madeira, o "Projecto SOS - Freira-do-bugio" conta com a Sociedade Portuguesa para o Estudo das Aves (SPEA) para um trabalho de restauração do ecossistema desta pequena ilha. A freira-do-bugio visita a ilha durante os meses de nidificação, onde constrói os ninhos no solo do planalto sul da ilha, porém a erosão do planalto e a ocupação dos ninhos por outras aves constituem problemas que os investigadores tentam combater.
| “ | O projecto é de extrema relevância uma vez que, a longo prazo, estas pressões levariam ao desaparecimento da espécie e neste momento ainda é possível reverter a actual situação. | ” |